# ۱۸۱۹
۱۸۱۹ (میلادی) هزار و هشتصد  و نوزدهمین سال تقویم میلادی است.

## زادگان
- ۸ فوریه - جان راسکین، نویسندهٔ انگلیسی
- ۱۴ فوریه - جاشوا آبراهام نورتون، امپراتور خودخواندهٔ ایالات متحده آمریکا
- ۲۲ فوریه - جیمز راسل لوول، شاعر آمریکایی
- ۳۱ مارس - شلودویگ، شاهزاده هوهنلوهه-شیلینگسفورست، صدراعظم آلمان
- ۲۴ مه - ملکه ویکتوریا، شهبانوی پادشاهی متحده
- ۳۱ مه - والت ویتمن، شاعر آمریکایی
- ۱۰ ژوئن - گوستاو کوربه، نقاش فرانسوی
- ۲۰ ژوئن - ژاک افنباخ، آهنگساز آلمانی
- ۲۰ فوریه – آلفرد اشر، سیاست‌مدار سوئیسی (د. ۱۸۸۲)
- ۱۴ مارس – اریک ادلوند، فیزیک‌دان سوئدی (د. ۱۸۸۸)
- ۲۷ مه – جولیا وارد هوی، شاعر آمریکایی (د. ۱۹۱۰)
- ۵ ژوئن – جان کاوچ آدامز، ریاضی‌دان و ستاره‌شناس بریتانیایی (د. ۱۸۹۲)
- ۷ سپتامبر – توماس ای. هندریکس، سیاست‌مدار آمریکایی (د. ۱۸۸۵)
- ۱۸ سپتامبر – لئون فوکو، فیزیک‌دان و ستاره‌شناس فرانسوی (د. ۱۸۶۸)
- ۲۳ سپتامبر – ایپولیت فیزو، فیزیک‌دان و ستاره‌شناس فرانسوی (د. ۱۸۹۶)
- ۱۶ اکتبر – آستین اف. پایک، سیاست‌مدار آمریکایی (د. ۱۸۸۶)
- ۲۲ نوامبر – جرج الیوت (نویسنده)، مترجم، نویسنده، و فیلسوف بریتانیایی (د. ۱۸۸۰)
- ۳۰ دسامبر – تئودور فونتانه، داروساز، نویسنده، و شاعر آلمانی (د. ۱۸۹۸)

## درگذشتگان
- جان پلی‌فیر، فیزیک‌دان و ریاضی‌دان اسکاتلندی
- ۱۰ مارس – فریدریش هاینریش یاکوبی، الهی‌دان، نویسنده، و فیلسوف آلمانی (ز. ۱۷۴۳)
- ۲۵ اوت – جیمز وات، ریاضی‌دان و مهندس بریتانیایی (ز. ۱۷۳۶)